# 26 novembre 2017
Le dimanche 26 novembre 2017 est le 330e jour de l'année 2017.

## Décès
Par ordre alphabétique.

## Événements
- Élections générales au Honduras ;
- Élections législatives au Népal (1re phase) ;
- La France remporte sa 10e coupe Davis en battant la Belgique à Villeneuve d'Ascq.
- Élection de Miss-Univers. Miss Afrique du Sud (Demi-Leigh Nel Peters) succède à la Française Iris Mittenaere (Miss France 2016).